# Glória de Cataguases
Glória de Cataguases ou Povoado do Glória é um distrito do município brasileiro de Cataguases, localizado no estado de Minas Gerais. Situado ao norte da sede municipal, dista cerca de 20 quilômetros do centro de Cataguases. O antigo povoado da Glória foi elevado à categoria de distrito com o nome de Glória de Cataguases em 25 de agosto de 1993, pela lei municipal n° 2199.

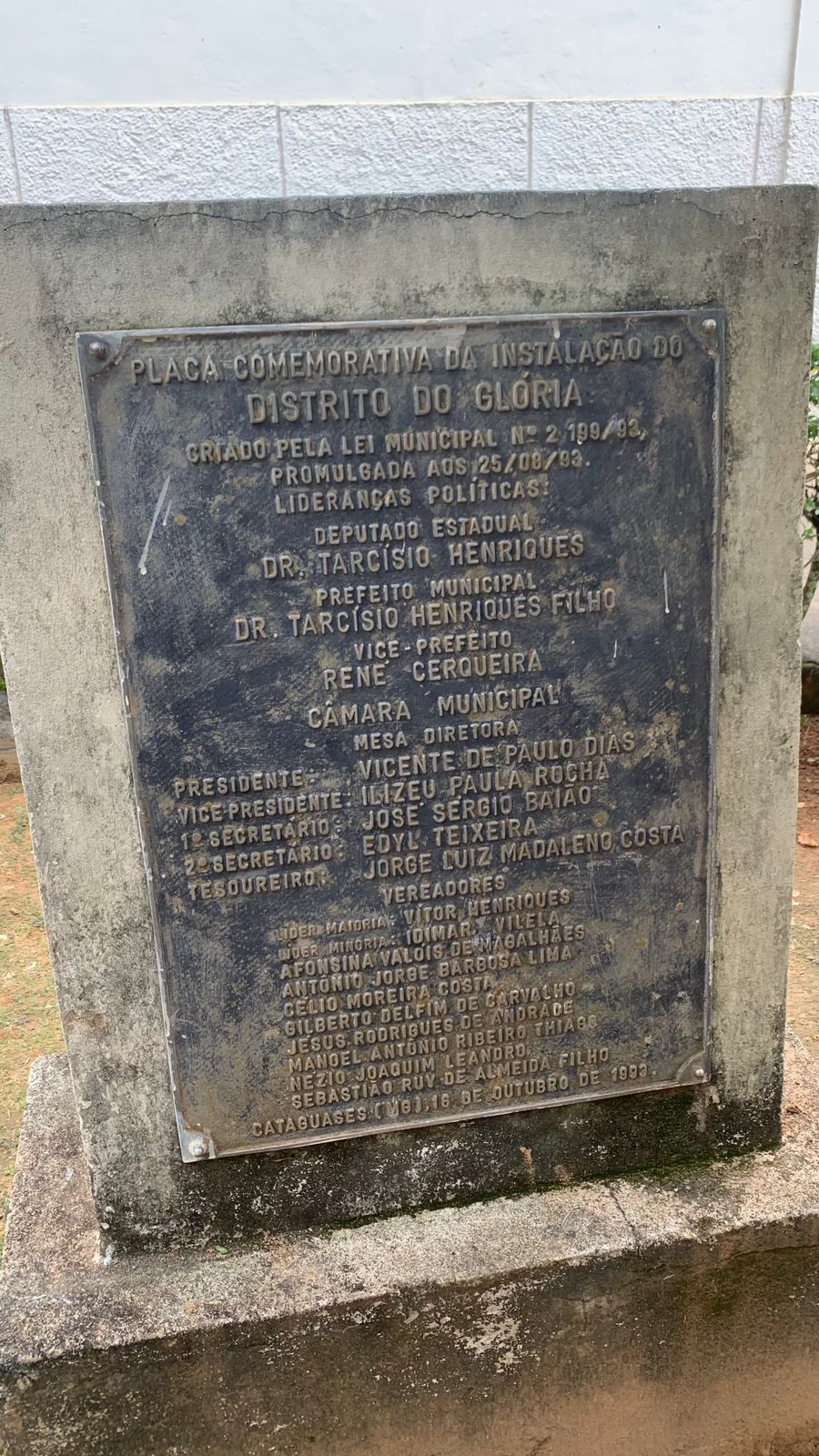
Placa de Instalação do distrito do Glória de Cataguases

Nos tempos primordiais, as terras eram ocupadas por povos indigenas puris.

## História e desenvolvimento
O distrito de Glória de Cataguases tem suas origens na antiga Fazenda da Glória, um imponente casarão no centro do distrito onde residiu o Major Joaquim Vieira da Silva Pinto, um dos fundadores de Cataguases. A fazenda, conhecida por sua grande extensão e importância econômica, possuía aproximadamente 3.000 alqueires de terra (aproximadamente 9.000 hectares). Major Vieira, um homem de caráter firme e liderança, teve um papel crucial no desenvolvimento da região, enfrentando malfeitores e consolidando a ordem local.

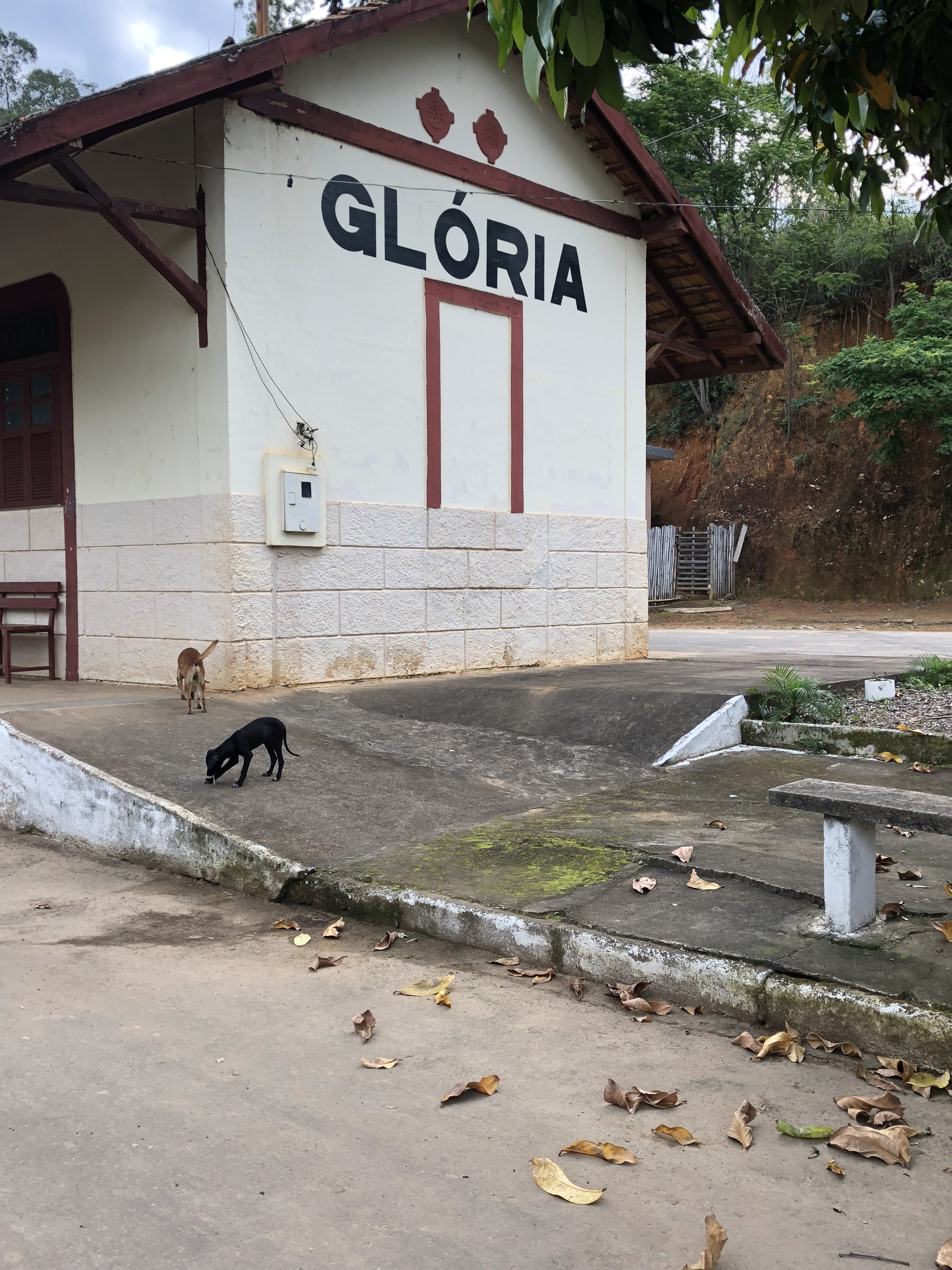
Vista da antiga Estação Ferroviária do Glória.

## Fazendas

### Fazenda da Glória

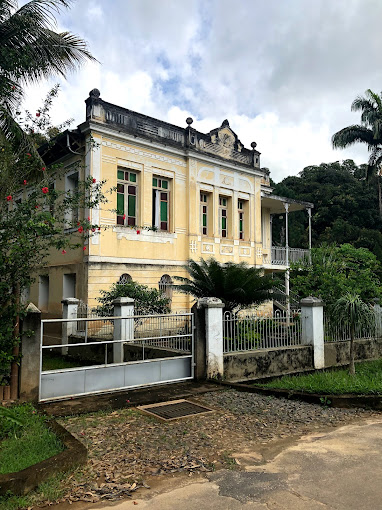

A Fazenda de Nossa Senhora da Glória é um marco histórico e arquitetônico do distrito e município. Localizada à margem esquerda do Ribeirão Meia-Pataca, a fazenda possui uma casa assobradada com sacadas na fachada principal, refletindo a sobriedade e robustez características do seu fundador, Major Vieira (Joaquim Branco Ribeiro Filho). A fazenda também era conhecida por abrigar a imagem de Nossa Senhora da Glória, um símbolo de devoção da família Vieira.

### Fazenda do Rochedo
Esta fazenda histórica possui uma sede denominada Solar, que ocupa um lote de cerca de 3,3 hectares, com uma área construída de 900 m², dentro de uma gleba remanescente de 81,7818 hectares. Originalmente, a fazenda tinha uma extensão de aproximadamente 843,8056 hectares.

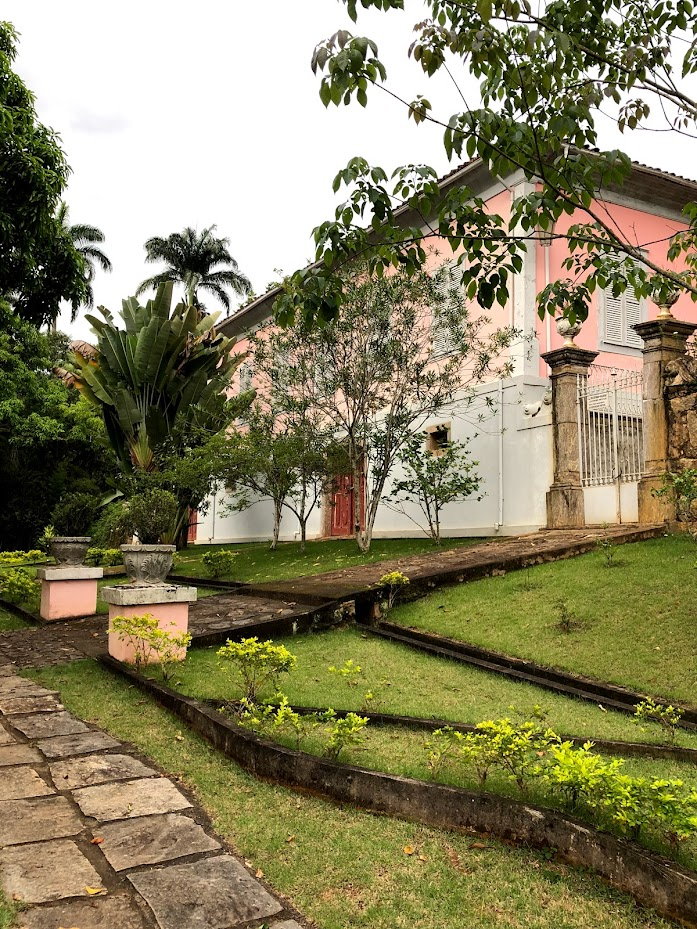
Vista frontal da Fazenda do Rochedo

Construída em 1863, durante o Brasil Imperial, a fazenda inicialmente funcionava como um engenho de café. Na época, o país estava passando por transformações significativas devido à Guerra do Paraguai (1864-1870), que impactou a economia, mas também elevou os preços do café, enriquecendo os fazendeiros e possibilitando investimentos em melhorias nas propriedades rurais. A sede da fazenda, conhecida como Solar, é um exemplo notável da arquitetura colonial portuguesa. Construída em um desnível de terreno, a estrutura inclui um porão usado para armazenar alimentos e utensílios, além de uma entrada marcada por dois pilares de granito e um portão de ferro. A varanda da casa se estende até o fundo, onde se localizam o pomar e a senzala. A senzala era composta por dois blocos formando um ângulo reto, medindo 27,28 m x 6,60 m.
Durante o século XIX, a Fazenda do Rochedo prosperou com o cultivo de café. Em seu auge, a fazenda possuía 493 mil pés de café plantados. A produção de café da fazenda era escoada pela antiga estação ferroviária do Distrito do Glória, que atualmente está desativada, mas é tombada pelo poder público municipal. Além da produção agrícola, a fazenda também tinha uma barragem no ribeirão do Meia Pataca, que fornecia água para diversas necessidades, incluindo a irrigação de jardins, limpeza das áreas externas e alimentação dos animais.
A Fazenda do Rochedo também foi um centro social e cultural importante na região. Muitas festas e eventos sociais ocorreram em seus salões ao longo dos anos, atraindo a elite local e promovendo a integração da comunidade. A fazenda foi equipada com todos os requintes da época, o que despertava curiosidade e admiração na sociedade.
Hoje, a Fazenda do Rochedo faz parte do patrimônio histórico do município de Cataguases, refletindo o caráter sofisticado de seu idealizador, o Coronel José Vieira de Rezende e Silva. A preservação e administração da fazenda continuam com os descendentes do Coronel, mantendo viva a história e a importância cultural deste marco da Zona da Mata mineira.

## Economia

### Eras do Café e do Fumo
Durante o século XIX, a economia de Glória de Cataguases era fortemente baseada na produção de café e fumo. O ciclo do café trouxe grande prosperidade para a região, com fazendas se expandindo e modernizando suas infraestruturas. A cultura do fumo também teve importância econômica, embora em menor escala comparada ao café.

### Escravizados na região
A economia da região dependia fortemente do trabalho das pessoas escravizadas.Elas eram essenciais para a produção agrícola, especialmente nas grandes fazendas de café. Após a abolição da escravatura, muitos fazendeiros adaptaram suas operações por meio de sistemas de meação e empreitada.

## Infraestrutura

### Estrada de Ferro

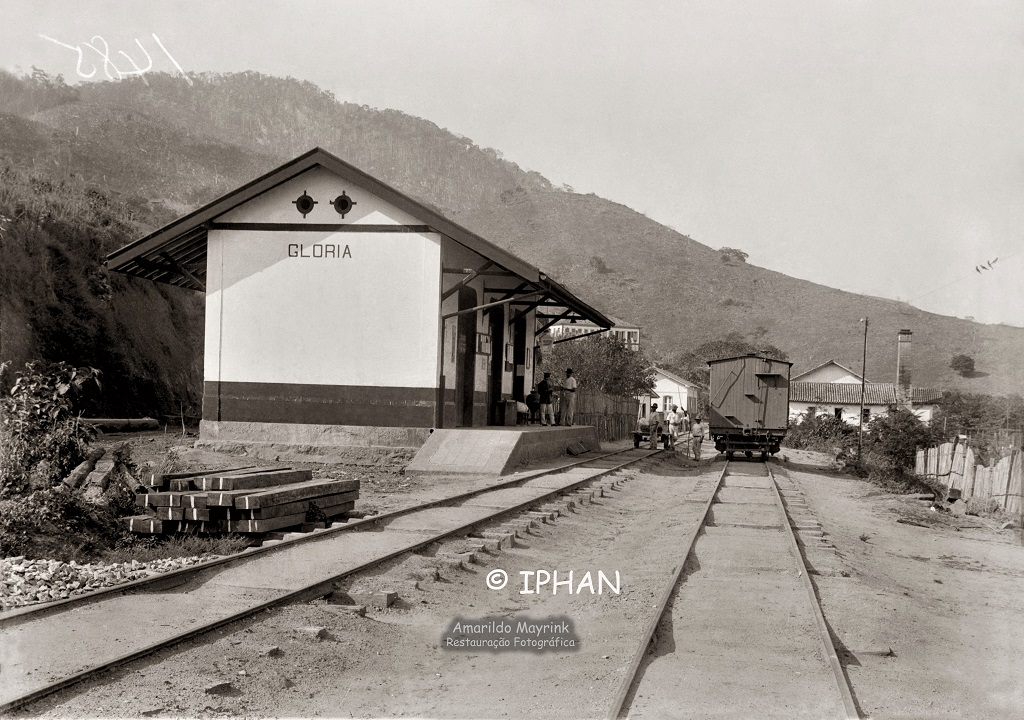

A Estrada de Ferro Leopoldina, que passava por Glória de Cataguases, foi fundamental para o escoamento da produção de café e outros produtos agrícolas. A estação ferroviária, atualmente desativada, é um patrimônio histórico da região (Joaquim Branco Ribeiro Filho).

### Estação Ferroviária
A antiga Estação Ferroviária do Glória foi um importante ponto de escoamento da produção agrícola. Embora desativada, é um patrimônio tombado pelo poder público municipal .

### Capela São Geraldo

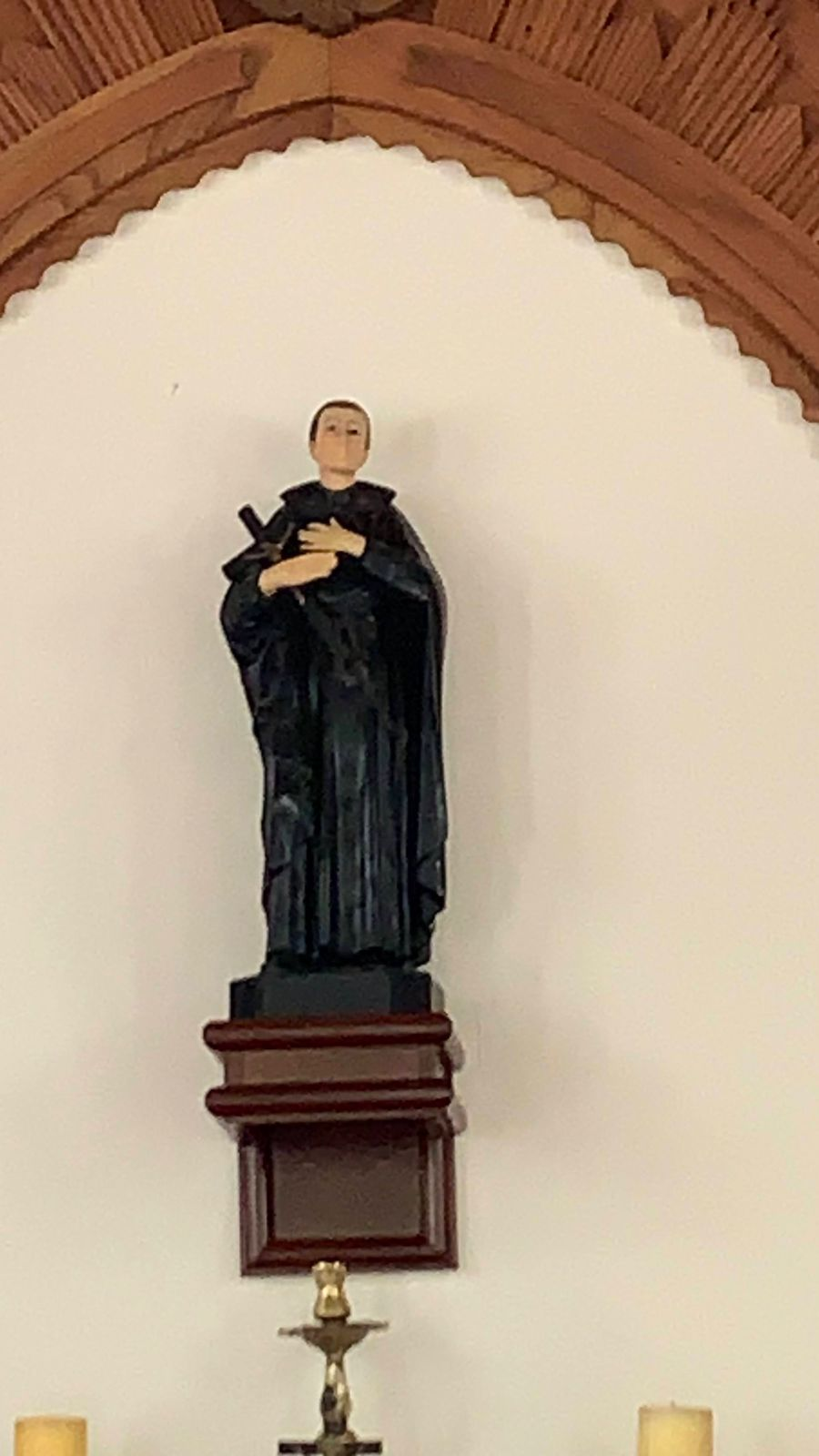

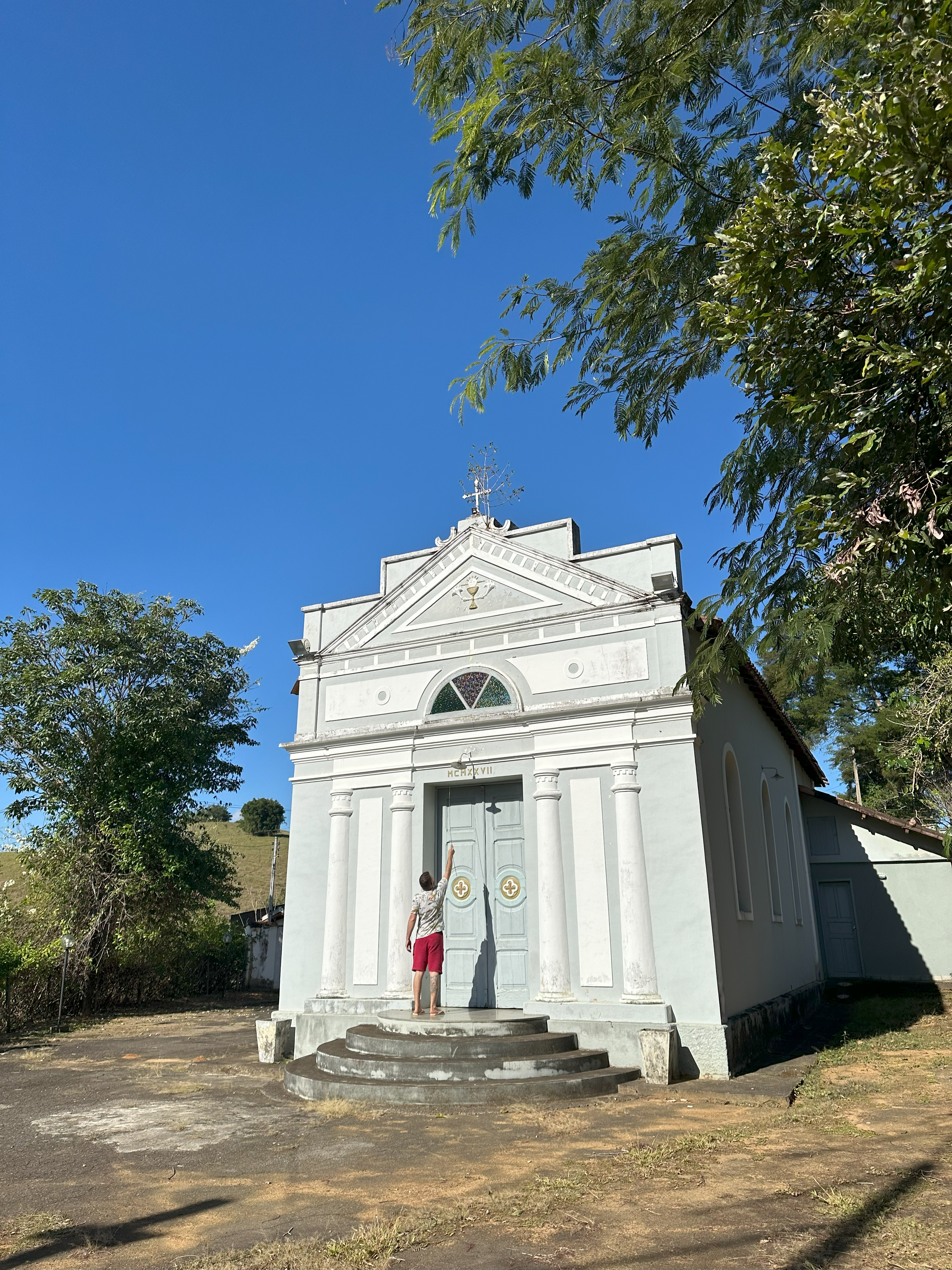
Capela de São Geraldo

Ainda não se sabe o motivo pelo qual São Geraldo é o padroeiro do distrito de Glória, uma vez que o nome do distrito sugere uma associação com Nossa Senhora da Glória. A capela dedicada a São Geraldo está situada no cume de um morro, em frente ao Cemitério Municipal Santa Teresinha. Construída em 1960, sua arquitetura apresenta traços marcantes do estilo neoclássico, com frontão triangular, colunas decorativas e portas simétricas — elementos inspirados na tradição greco-romana. A construção também reflete influências típicas do interior de Minas Gerais, com adaptações ao contexto rural, simplicidade formal e uso de materiais locais. Essa combinação confere à capela uma estética sóbria e harmônica, comum às edificações religiosas erguidas por comunidades do interior no século XX.

### Cemitério Santa Terezinha
O Cemitério Santa Terezinha foi inaugurado em 28 de setembro de 2005. Localizado atrás da Capela do distrito de Glória de Cataguases, em Minas Gerais, até 2024, abrigava mais de 15 urnas mortuárias.

## Cidadãos ilustres

### Virgínio Rios[6][7]
Virginio Rios é um renomado escultor primitivista e artesão brasileiro, nascido em Miraí, Minas Gerais. Ele é casado com Tereza Rios e sua arte é amplamente reconhecida tanto no Brasil quanto internacionalmente. Virginio tem peças expostas em diversos lugares prestigiados, incluindo uma escultura que foi presenteada à Rainha Silvia da Suécia.
Seu trabalho se destaca por sua autenticidade e ligação profunda com as tradições culturais brasileiras, sendo um importante representante da arte popular. Treze de suas obras fazem parte do acervo do Museu de Folclore Edison Carneiro, localizado no Rio de Janeiro, que é um dos principais centros de preservação e promoção do folclore nacional. Este museu é conhecido por abrigar uma vasta coleção de artefatos e objetos que representam a diversidade cultural brasileira, incluindo peças de cerâmica, instrumentos musicais e objetos religiosos.
Além de sua carreira artística, Virginio também é raizeiro, o que reforça sua conexão com as tradições e saberes populares. Sua contribuição para a cultura brasileira é inestimável, refletindo a riqueza e a diversidade das manifestações folclóricas do país.

### Sebastião Moisés

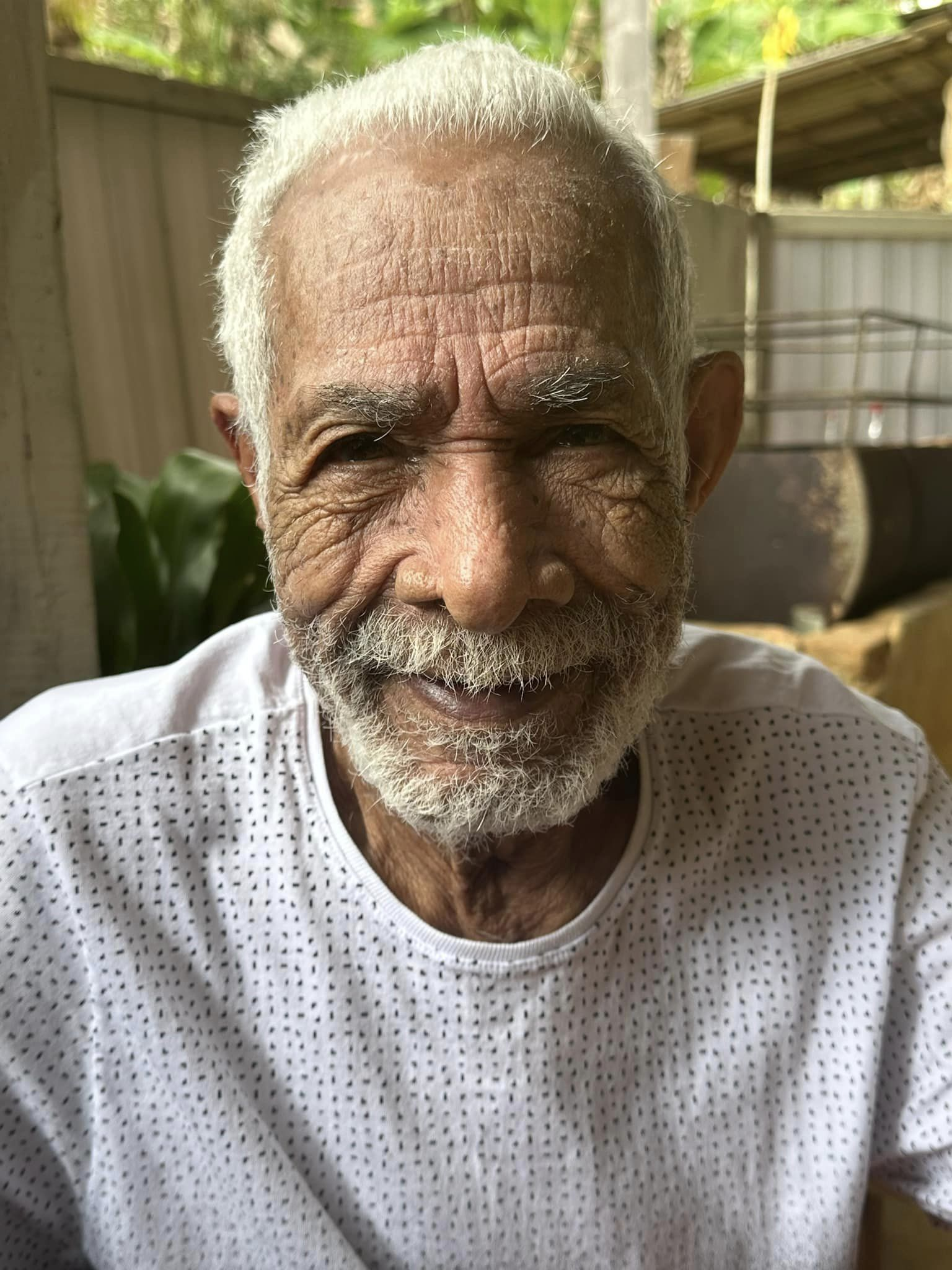
Sebastião Moisés

Sebastião Moisés, nascido em 1926 na Fazenda da Glória, é um antigo e respeitado morador do distrito de Glória de Cataguases. Conhecido como um dos principais fumeiros da região, Sebastião dedicou grande parte de sua vida ao cultivo e produção de fumo, contribuindo significativamente para a economia local. Ele foi casado com Mirandolina Rodrigues da Silva, com quem teve seis filhos. A família Moisés é conhecida por sua profunda ligação com a comunidade e pela contribuição contínua para a cultura e tradição locais.

### Dona Fina
Dona Josefina, conhecida na comunidade como “Fina”. Nascida no Espírito Santo, ela se mudou para Glória aos 2 anos, acompanhando seu pai, José Azevedo Santos, um ferroviário e Chefe da Estação. Durante uma transferência para Petrópolis, Fina voltou a Glória após um mês para se casar, pois já estava noiva. Na adolescência, viajava de trem diariamente para estudar em Cataguases. Hoje, Fina é responsável pelo Posto de Saúde na antiga Estação Glória, onde mora. Dedica-se à comunidade e prefere permanecer em Glória, onde vive desde jovem.

### Major Joaquim Vieira da Silva Pinto
Joaquim Vieira da Silva Pinto nasceu na Fazenda da Cachoeira, uma propriedade de 318 alqueires em Santana do Morro do Chapéu, hoje Santana dos Montes. Filho do Capitão Antônio Vieira da Silva, um dos mais ricos fazendeiros de Pouso Alto, e de D. Feliciana Maria de São José, Joaquim cresceu em um ambiente de abundância e prestígio. Em 1825, aos 21 anos, casou-se com D. Maria Balbina de Rezende, filha do Capitão Joaquim Antônio da Silva Rezende e de D. Antônia D’Ávila Lobo Leite Pereira, neta de Maria Helena, uma das Três Ilhoas, notáveis colonizadoras de Minas Gerais.

### Coronel José Vieira de Rezende e Silva
José Vieira de Rezende e Silva nasceu em 20 de agosto de 1829 na Fazenda Bom Retiro, localizada em Lagoa Dourada, Minas Gerais. Desde jovem, demonstrou aptidão para os estudos, sendo enviado para Congonhas do Campo, onde cursou Humanidades no conceituado Colégio do Senhor Bom Jesus de Matozinhos, da Congregação de São Vicente de Paulo. Durante sua formação, destacou-se academicamente, ganhando reconhecimento por seu brilhantismo.

## APA Serra da Neblina[10][11]

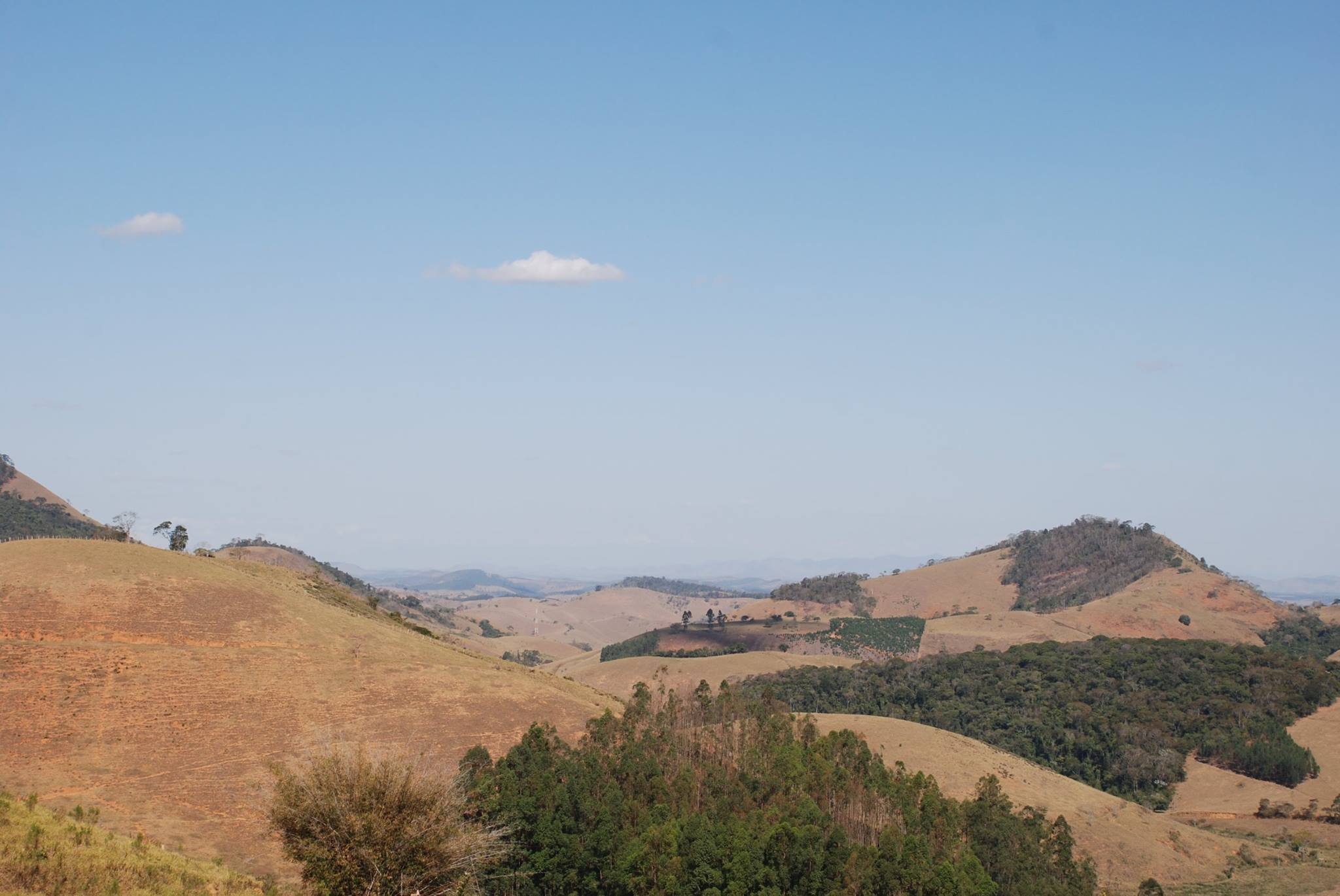
Vista do Glória, da Serra da Neblina

A Área de Proteção Ambiental (APA) Serra da Neblina, localizada em Cataguases, Minas Gerais, abrange cerca de 187,65 km² de terras públicas e privadas. Grande parte da APA inclui o distrito de Glória de Cataguases, caracterizado por suas cachoeiras, campos de altitude e resquícios de Mata Atlântica. A região oferece atividades de trilhas ecológicas e contemplação da natureza, com entrada gratuita e visitação não guiada. Criada por iniciativa popular, a APA busca preservar o meio ambiente e promover o lazer sustentável para as comunidades locais.
A Lei de Zoneamento da Área de Proteção Ambiental (APA) Serra da Neblina foi aprovada pela Câmara Municipal de Cataguases. Esta APA, que abrange uma área significativa incluindo os distritos de Glória, Cataguarino e Sereno, foi criada em resposta a um anseio popular de 2015 e visa controlar e preservar o meio ambiente local. A aprovação é um passo importante para a transformação da APA em uma unidade de conservação apta a receber recursos do ICMS Ecológico, promovendo o uso sustentável e a preservação da biodiversidade local

## Cachoeiras

### Cachoeira do Glória
A Cachoeira do Glória, localizada em uma propriedade particular, é um destino encantador para os amantes da natureza. Formada por um salto de aproximadamente 20 metros de altura, a cachoeira possui várias quedas que culminam em uma pequena piscina natural, com a água em torno de 20ºC. A área ao redor é rica em biodiversidade, ladeada por mata-galeira, grandes árvores, pastagens, palmeiras, samambaias e cipós, proporcionando um cenário exuberante.
A cachoeira pode ser acessada a partir do centro do distrito com uma caminhada de aproximadamente 500 metros. A referência mais comum para chegar ao local é seguir pela Rodovia MG 447, virar à esquerda no distrito de Sereno e continuar em frente até o distrito de Glória. A distância do ponto zero do município é de cerca de 20 km.
A Cachoeira do Glória está aberta para visitação todos os dias da semana, incluindo feriados, das 08:00 às 18:00. A visitação é não guiada e a entrada é gratuita. O local é ideal para lazer, oferecendo uma experiência revitalizante em meio à natureza.

## Conselho Comunitário  e de Desenvolvimento do Distrito do Glória[16][17]
O Conselho Comunitário e de Desenvolvimento do Distrito do Glória é uma entidade que atua na promoção do bem-estar social, econômico e cultural dos moradores do distrito de Glória de Cataguases, em Minas Gerais. Este conselho tem um papel essencial na coordenação de projetos e atividades que visam melhorar a qualidade de vida da comunidade, além de promover o desenvolvimento sustentável e fortalecer a participação cidadã.
O conselho organiza eventos comunitários, apoia iniciativas de infraestrutura, saúde, educação e meio ambiente, e serve como intermediário entre os moradores e o governo municipal para garantir que as necessidades e interesses da comunidade sejam atendidos.
| Ano | Presidente | Mandato |  |
| --- | ---------- | ------- |  |
|     |            |         |  |
|     |            |         |  |
|     |            |         |  |

## O que fazer

### Restaurante do Mocim[18]

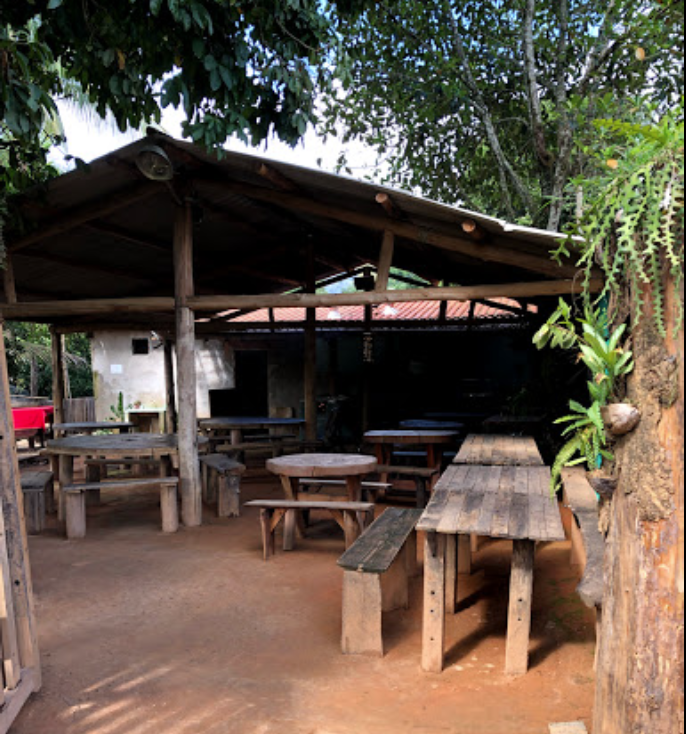
Vista da Entrada do Restaurante do Mocinho

O Restaurante do Mocim é um estabelecimento único na região, reconhecido por oferecer a mais autêntica comida mineira e caseira. Com um ambiente familiar e acolhedor, o restaurante funciona exclusivamente aos domingos. Localizado na estrada Glória - Sereno, é um ponto de encontro para quem busca uma experiência gastronômica tradicional e de alta qualidade.

### Mercado do Jaci
É um das mercearias mais antigas do distrito, fica localizada na entrada do distrito via MG 447 - Glória, antigamente chamado de Secos e Molhados. Fundado pelo falecido e ilustre Jacir

## Festa e Comemorações

### [20]Encontro de Carros de Boi e Festa de São Sebastião

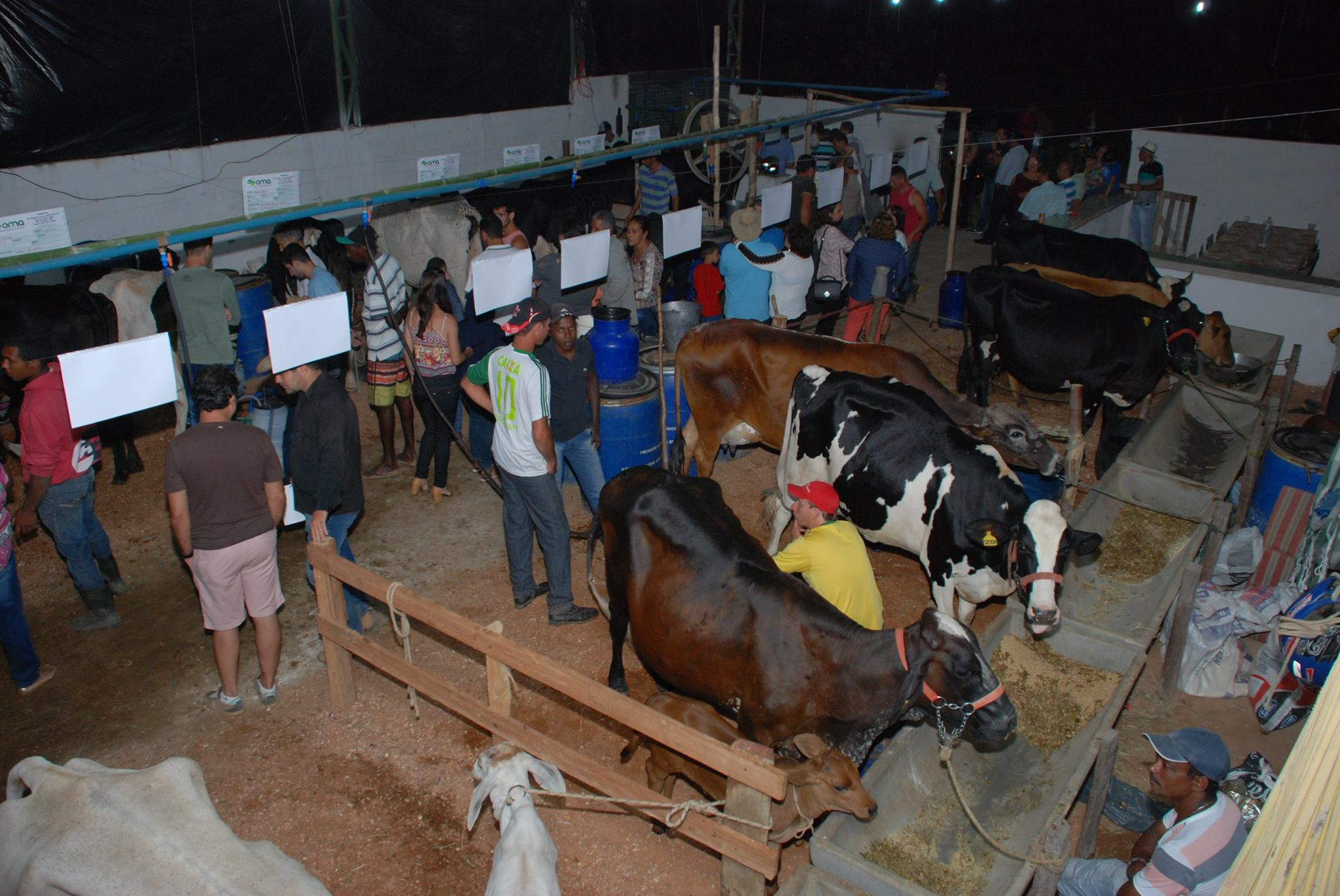
Exposição Leiteira no distrito do Glória de Cataguases

É um evento tradicional realizado no distrito. Celebrado anualmente, o evento reúne a comunidade local e visitantes para um desfile de carros de boi, símbolo cultural da região. A festa também homenageia São Sebastião, com missas, procissões e celebrações religiosas. Além das atividades religiosas, a festa conta com apresentações musicais, danças típicas, barracas de comidas e bebidas regionais, promovendo a cultura e fortalecendo os laços comunitários. O evento é uma expressão viva do patrimônio cultural de Glória de Cataguases, atraindo turistas e celebrando as tradições mineiras.

### [21]Exposição Comunitária e Concurso Leiteiro
É um evento tradicional realizado no distrito de Glória de Cataguases, localizado no município de Cataguases, Minas Gerais. Este evento é um destaque anual que celebra a cultura agropecuária da região, promovendo atividades que envolvem a comunidade local e os visitantes.
Durante a Exposição Comunitária, são apresentados diversos produtos agropecuários, artesanatos, e iguarias regionais, proporcionando uma vitrine para os produtores locais. Paralelamente, o Concurso Leiteiro destaca-se como uma competição que avalia a produção de leite das vacas participantes, promovendo a melhoria das práticas agropecuárias e incentivando a qualidade na produção leiteira.

Este evento é uma importante oportunidade para a troca de conhecimentos entre os agricultores e pecuaristas, além de fortalecer os laços comunitários e atrair turistas para a região, contribuindo para a economia local e a preservação das tradições culturais.